# 遠藤秀男
遠藤 秀男（えんどう ひでお、1939年3月1日-　）は、地誌研究家、富士山研究家。
静岡県富士宮市出身。筆名・富士宗四郎。國學院大學文学部卒。大学時代から富士山の研究を始める。地元で教師をしながら研究、のちにフリーになった。1968年静岡県教育奨励賞受賞。富士宮市史執筆委員。福よし美術店主を務めた。

## 著書
- 『富士山 史話と伝説』寺田書店 1967
- 『富士山表口「村山」の歴史』村山浅間神社 1967
- 『富士宮歴史散歩』寺田書店 1968
- 『富士山麓 伝承の旅』寺田書店 1970
- 『日本の首塚』雄山閣出版 物語歴史文庫 1973
- 『大石寺をめぐる史蹟と伝説』富士宗四郎 緑星社出版部 1973
- 『白糸滝伝説と奇談』富士宗四郎 緑星社出版部 富士山麓ガイドシリーズ 1974
- 『伝説の河口湖』富士宗四郎 緑星社出版部 富士山麓ガイドシリーズ 1974
- 『箱根・史蹟と伝説』富士宗四郎 緑星社出版部 富士周辺ガイドシリーズ 1974
- 『富士五湖周遊車窓ガイド』富士宗四郎 緑星社出版部 富士山麓ガイドシリーズ 1974
- 『富士山麓性の風土記』富士宗四郎 緑星社出版部 1974
- 『静岡県人（日本人国記）』新人物往来社 1974
- 『富士山の謎』大陸書房 1974
- 『富士宮むかし語り』緑星社出版部 1975
- 『富士川 その風土と文化』静岡新聞社 1981
- 『富士宮の道祖神』緑星社出版部 1981
- 『富士山の洞穴探険 怪奇と伝説』緑星社出版部 1983
- 『富士山よもやま話』静岡新聞社 1989
- 『富士山歴史散歩』羽衣出版 1996
- 『富士宮ふるさと再発見 富士宮43ケ町村の歴史地名事典』緑星社出版部 1996
- 『富士山の謎と奇談』静岡新聞社 静新新書 2007

### 共著編
- 『道祖神のふるさと 性の石神と民間習俗』伊藤堅吉共著 大和書房 1972
- 『目でみる富士宮の歴史』改訂増補版 編 緑星社出版部 1977
- 『富士・富士宮・沼津・三島・駿東歴史散歩 オールカラー・富士山周辺の史跡ガイド』辻真澄共著 静岡新聞社 1987
- 『懐かしの富士宮 写真集』編著 羽衣出版 2009

## 注
1. ↑  『現代日本人名録』『富士山の謎と奇談』著者紹介